# Cercle Tecnològic
El Cercle Tecnològic de Catalunya, més conegut com a Cercle Tecnològic, és una fundació privada sense ànim de lucre fundada el 2005 a Barcelona, que promou la transmissió de coneixement tecnològic, incentivar el talent i l'economia en aquest sector a Catalunya. Està integrada per una setantena d'empreses.
Entre els seus projectes més destacats hi ha l'elaboració del Baròmetre del sector tecnològic de Catalunya, un informe de referència al sector que inclou una mostra representativa del teixit empresarial i el seu impacte en l'economia i la societat. Des de la tardor de 2019 el seu president és Joan Ramon Barrera.

## Presidents
- Ginés Alarcón Martínez (2005 - 2009)[7]
- Carles Flamerich (2009 - 2012)[1]
- Jordi William (2012-2019)
- Joan Ramon Barrera (2019 - actualitat)